# Дилль (река)
Дилль (нем. Dill) — река в Германии, протекает по району Лан-Дилль земли Гессен, правый приток Лана. Длина реки — 54,9 км (по другим данным — 53,8 км). Площадь бассейна реки составляет 717,3 км². Расход воды в Асларе — 1,090 м³/с.
Начинается к югу от городка Хейнхен на высоте около 565 метров над уровнем моря. Течёт в общем юго-восточном направлении через селения Оффдильн, Дилльбрехт, Феллердильн, Роденбах, города Хайгер, Дилленбург, Херборн, Зинн, Эрингсхаузен, Аслар. Впадает в Лан в Вецларе справа на расстоянии 124,4 км от его устья на высоте 147 метров над уровнем моря.
Речной индекс — 2584.

## Притоки
Объекты перечислены по порядку от устья к истоку.
- 3,1 км: Бласбах (лв, длина — 7,8 км)[3]
- 5,8 км: Борнбах (лв, длина — 6,1 км)[3]
- 6,3 км: Бехлингер-Бах (лв, длина — 6,5 км)[3]
- 12 км: Лемп (лв, длина — 11,6 км)[3]
- 20,7 км: Слиппбах (лв, длина — 6,1 км)[3]
- 23,2 км: Ребах (пр, длина — 17 км)[3]
- 27,8 км: Ар (лв, длина — 20,5 км)[3]
- 27,8 км: Амдорфбах (пр, длина — 15,8 км)[3]
- 30,6 км: Шельде (лв, длина — 12 км)[3]
- 30,9 км: Нанценбах (лв, длина — 10,8 км)[3]
- 34,5 км: Дитцхольце (лв, длина — 23,7 км)[3]
- 39,7 км: Аубах (пр, длина — 15,3 км)[3]
- 39,7 км: Хальгербах (пр, длина — 14,4 км)[3]
- 43 км: Россбах (лв, длина — 10 км)[3]